# Gaydarov Point
Der Gaydarov Point (englisch; bulgarisch Гайдаров нос Gajdarow nos) ist eine Landspitze, die den südlichen Ausläufer von Cornwallis Island im Archipel der Südlichen Shetlandinseln bildet. Sie liegt 10,5 km ostnordöstlich des Kap Valentine von Elephant Island und 21,25 km nordwestlich des Humble Point von Clarence Island.
Die bulgarische Kommission für Antarktische Geographische Namen benannte sie 2019. Namensgeber ist Kapitän Konstantin Gajdarow (1933–2019) von der Gesellschaft Ocean Fisheries in Burgas, deren Fangflotte von den frühen 1970er Jahren bis in die frühen 1990er Jahre in den Gewässern um Südgeorgien, um die Kerguelen, um die Südlichen Orkneyinseln und die Südlichen Shetlandinseln sowie um die Antarktische Halbinsel operiert hatte.